# Alnus acuminata
Alnus acuminata är en björkväxtart som beskrevs av Carl Sigismund Kunth. Alnus acuminata ingår i släktet alar, och familjen björkväxter. IUCN kategoriserar arten globalt som livskraftig.

## Underarter
Arten delas in i följande underarter:
- A. a. acuminata
- A. a. arguta
- A. a. glabrata